# Liste der Kulturgüter in Landquart
Die Liste der Kulturgüter in Landquart enthält alle Objekte in der Gemeinde Landquart im Kanton Graubünden, die gemäss der Haager Konvention zum Schutz von Kulturgut bei bewaffneten Konflikten, dem Bundesgesetz vom 20. Juni 2014 über den Schutz der Kulturgüter bei bewaffneten Konflikten sowie der Verordnung vom 29. Oktober 2014 über den Schutz der Kulturgüter bei bewaffneten Konflikten unter Schutz stehen.
Objekte der Kategorien A und B sind vollständig in der Liste enthalten, Objekte der Kategorie C fehlen zurzeit (Stand: 13. Oktober 2021).

## Kulturgüter
| Foto | | Objekt | Kat. | Typ | Standort                               | Beschreibung |
| ---- | --- | --- | ---- | --- | -------------------------------------- | ------------ |
| ja   | Datei hochladen · Wikidata zu Schloss Marschlins (Q670256)                                                                                        | Schloss Marschlins und Umgebung KGS-Nr.: 3039                                                                         | A    | G   | Igis, Gandastrasse 28 763324 / 202618  |              |
| BW   | Datei hochladen · Wikidata zu Historisches Rollmaterial der Rhätischen Bahn (15 Fahrzeuge) historic RhB – die Bündner Kulturbahn Chur (Q29784863) | Historisches Rollmaterial der Rhätischen Bahn (15 Fahrzeuge) historic RhB – die Bündner Kulturbahn Chur KGS-Nr.: 3038 | B    | X   | Igis, RhB-Strasse 1 761100 / 203800    |              |
| ja   | Datei hochladen · Wikidata zu Güterschuppen RhB / SBB (Q29784862)                                                                                 | Güterschuppen RhB/SBB KGS-Nr.: 3040                                                                                   | B    | G   | Igis, Bahnareal 760980 / 203939        |              |
| ja   | Datei hochladen · Wikidata zu Fabrikantenvilla (Q29784860)                                                                                        | Fabrikantenvilla KGS-Nr.: 3042                                                                                        | B    | G   | Igis, Kantonstrasse 4 762035 / 202230  |              |
| ja   | Datei hochladen · Wikidata zu Reformierte Kirche Igis (Q1715152)                                                                                  | Reformierte Kirche KGS-Nr.: 3043                                                                                      | B    | G   | Igis, Unterdorfstrasse 762370 / 201549 |              |
| BW   | Datei hochladen · Wikidata zu Lokomotiv-Remise (Q29784865)                                                                                        | Lokomotiv-Remise KGS-Nr.: 12392                                                                                       | B    | G   | Igis, Ringstrasse 761130 / 203620      |              |